# He 72 (航空機)
ハインケル He 72
- 用途：基本練習機
- 製造者：ハインケル
- 運用者：国家社会主義航空軍団、ドイツ空軍、独立スロバキア空軍
- 初飛行：1933年
- 生産数：数千機[1]

ハインケル He 72 カデット(Heinkel He 72 Kadett)は、1930年代のドイツの単発複葉練習機である。

## 開発
「カデット」は、基本練習機を求める公式の要求に合致するように1933年に設計された。開放式コックピットの全金属製胴体、支柱つき尾翼、固定式降着装置を持つ単桁支柱スタッガード翼の複葉機であった。試作機は出力104 kW (139 hp)のアルグス As 8B 空冷エンジンを搭載していた。
最初の量産型であるHe 72Aの初期量産バッチはAs 8Bエンジンのままであったが、それ以降の量産型は出力112 kW  (150 hp)のアルグス As 8Rを搭載していた。He 72Aは、出力120 kW (160 bhp)のジーメンス・ハルスケ Sh 14A 星型エンジンを搭載した主量産型であるHe 72Bに取って代わられた。
He 72Bは、陸上機型のHe 72B-1と双フロートの水上機型He 72BW ゼーカデット(Seekadett)として生産された。民間仕様の発展型はHe 72B-3 エーデルカデット(Edelkadett)となった。

## 運用の歴史
「カデット」はドイツ空軍が編成される前に国家社会主義航空軍団に就役した。本機は後にドイツ空軍で基本練習機として、独立スロバキア空軍では攻撃任務に使用された。

## 派生型
- He 72A カデット :初期量産型。
- He 72B :
- He 72B-1 :
- He 72B-3 Edelkadett :He 72B-1の民間機型。30機製造。
- He 72BW ゼーカデット :双フロートの水上機。試作機のみ。
- He 172 - NACAカウリングを装着したHe 72B。1934年に試作のみ。

## 運用
ドイツ国
- 国家社会主義航空軍団
- ドイツ空軍

 スロバキア共和国
- 独立スロバキア空軍

## 要目 (He 72B-1)
出典: "The Complete Encyclopedia of World Aircraft" 
諸元
- 乗員: 2
- 全長: 7.50 m （24 ft 7+1⁄4 in）
- 全高: 2.70 m （8 ft 10+1⁄4 in）
- 翼幅: 9.00 m（29 ft 6+1⁄4 in）
- 翼面積: 20.70 m2 （222.82 ft2）
- 空虚重量: 540 kg （1,191 lb）
- 運用時重量: kg （lb）
- 有効搭載量: kg （lb）
- 最大離陸重量: 865 kg （1,907 lb）
- 動力: BMW・ブラモ ジーメンス・ハルスケ Sh 14A 空冷 星型エンジン、119 kW （160 hp）   × 1

性能
- 超過禁止速度: km/h （kt）
- 最大速度: 185 km/h （100 kn） 115 mph
- 巡航速度: 170 km/h （92 kn） 106 mph
- 失速速度: km/h （kt）
- フェリー飛行時航続距離: km （海里）
- 航続距離: 475 km （256 nmi） 295 mi
- 実用上昇限度: 3,500 m （11,485 ft）
- 上昇率: 3 m/s （591 ft/min）
- 離陸滑走距離: m （ft）
- 着陸滑走距離: m （ft）
- 翼面荷重: kg/m2 （lb/ft2）
- 馬力荷重（プロペラ）: kW/kg （hp/lb）